# Dotterbolaget

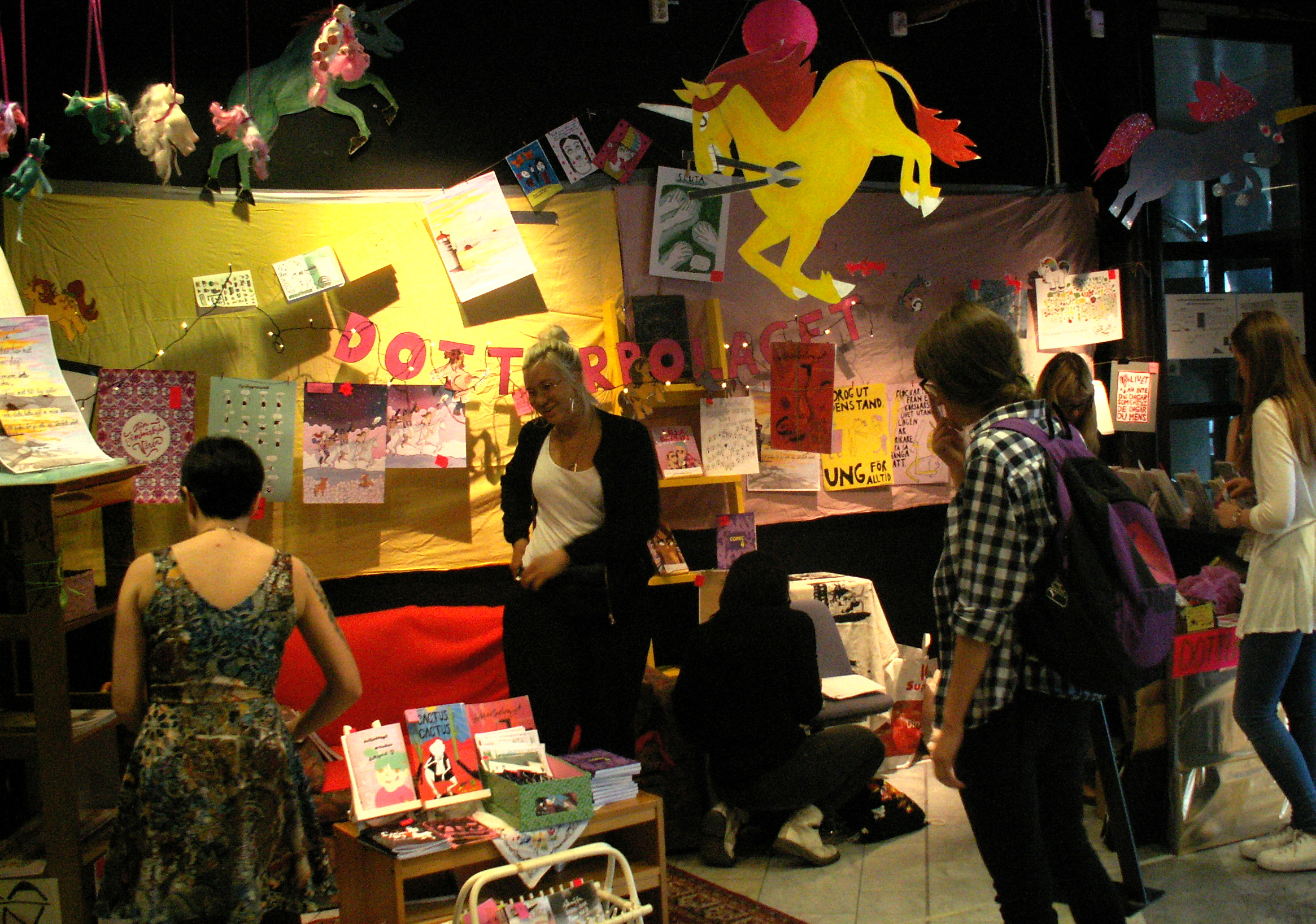
Dotterbolagets monter på Stockholms internationella seriefestival 2014.

Dotterbolaget är en feministisk serieskapargrupp ("seriekollektiv") som bildades i Malmö våren 2005. Seriekollektivet utgörs av ett större grupp kvinnor spridda över hela landet, där många av dem träffats genom Serieskolan på Kvarnby folkhögskola i Malmö.

## Historik
Dotterbolaget bildades 2005 av ett antal kvinnor som gick eller hade gått på Serieskolan i Malmö. Man har sedan starten fungerat som en social arena för kvinnliga serieskapare. Dessutom har man verkat som ett yrkesmässigt nätverk där medlemmarna – endast kvinnor – samarbetar och stöttar varandra. Kvinnor har de senaste åren flyttat fram positionerna på den svenska seriemarknaden och Dotterbolaget är en del av denna utveckling. En majoritet av förläggare, redaktörer, kritiker/recensenter och lärare på serieskolorna i Sverige anses ibland fortfarande bestå av män. Detta påverkar givetvis situationen för både manliga och kvinnliga serietecknare.
Gruppen ger också ut ett seriefanzin, deltar i utställningar och arrangerar workshops i serieteckning. Bolagsmedlemmen Karin Didring driver även förlaget Didring Ord & Bild, som givit ut en handfull serieböcker, bland annat av medlemmar på Dotterbolaget. 2008 gav förlaget ut serieantologin Dotterbolaget.

## Medlemmar
Medlemmarna i Dotterbolaget har varierat en del genom åren. I serieantologin Dotterbolaget från 2008 presenterades bidrag från 32 olika serieskapare. Maj 2014 hade nätverket 31 medlemmar, inklusive följande:

### Medlemmar (urval)
- Ellen Ekman
- Frida Isotalo
- Frida Ulvegren
- Josefin Svenske
- Julia Hansen
- Karin Casimir Lindholm
- Karin Didring
- Karolina Bång
- Lisa Ewald
- Sara Elgeholm
- Sara Granér
- Sara Hansson
- Saskia Gullstrand

Bland tidigare medlemmar finns Erika Eklund, Maria Borgelöv, Stina Hjelm, Wendel Strömbeck och Sofia Olsson.

## Verksamhet

### Utställningar och evenemang
- 2009 – Södertullspassagen i Malmö 31 oktober–22 november (vernissage 30 oktober), som del av festivalen I seriernas värld.
- 2010 – Arbetets museum i Norrköping, i EWK-museets regi, 6 februari–30 maj.[3]
- 2013 - Seriehögläsningsshow på Hedmanska gården under Malmöfestivalen
- 2013 - Utställning på Osby konsthall
- 2014 - Seriehögläsningsshow på Kulturkalaset i Göteborg